# Physaria pueblensis
Physaria pueblensis är en korsblommig växtart som först beskrevs av Edwin Blake Payson, och fick sitt nu gällande namn av O'kane och Al-shehbaz. Physaria pueblensis ingår i släktet Physaria och familjen korsblommiga växter. Inga underarter finns listade i Catalogue of Life.